# Juan de Procida
Juan de Prócida (en italiano: Giovanni III da Procida) (1210-1298) fue un médico y diplomático medieval. 

## Vida
Nacido en Salerno, hijo de Giovanni II da Procida, noble de Salerno, y de su esposa Clemenza Logoteta, hija de Andrea Logoteta, gran protonotario del reino y señor de Procida, y de su esposa, estudió en medicina la Schola Medica de su ciudad. Era un afamado médico ya de joven y recibió una cátedra en la universidad. Llamó la atención del patrón de esta, Federico II, que le nombró su médico personal y al que atendió en su muerte. Fue también médico personal del cardenal Juan Orsini, el futuro papa Nicolás III. 
Además de sus conocimientos médicos, era considerado inteligente y pragmático y fue creciendo en la burocracia Hohenstaufen del Reino de Sicilia. A ello ayudaban sus orígenes nobles, al ser Juan hijo de Juan II de Prócida y Clemenza Logoteta, de la familia de los señores de la isla de Prócida.
Fue asesor de Federico II Hohenstaufen y le fue confiada la educación de su hijo Manfredo. Estuvo al lado de este durante su derrota y muerte en la batalla de Benevento en 1266. Ese mismo año viajó a Viterbo y arregló el matrimonio de su hija con el guelfo napolitano Bartolomé Caracciolo para luego servir en el ejército siciliano. Después de la derrota Hohenstaufen en Tagliacozzo  huyó a Venecia. Sus propiedades fueron confiscadas por el nuevo rey Carlos de Anjou, su mujer e hija fueron maltratadas o violadas por el caballero francés que acudió a arrestarle y uno de sus hijos fue asesinado. Según la leyenda, se encontraba en Nápoles de incógnito el 29 de octubre de 1268, cuándo ejecutaron Conradino. Presuntamente recuperó el guanto di sfida (guantelete) que Conradino echó a la multitud antes de su ejecución.
En 1269 o 1270 estaba en Alemania, tratando de organizar una contrainvasión Hohenstaufen a Sicilia. Las historias de la época suelen sobrerrepresentar el papel de Juan en la política de su tiempo, aunque autores como Runciman defienden que efectivamente fue el centro de una "vasta conspiración política " en pro de la Casa de Hohenstaufen (respaldada por Bizancio y Génova) y en contra de Carlos de Anjou y su aliado el Papa.
En 1279 y 1280 Juan (o, según Runciman, uno de sus hijos en su nombre) viajó a Sicilia para agitar los descontentos en favor de Pedro III de Aragón y luego a Constantinopla a ganar el apoyo del emperador Miguel VIII Paleólogo. Miguel rechazó ayudar al rey aragonés sin la aprobación papal y los esfuerzos diplomáticos se centraron en Roma, donde obtuvo el beneplácito de un Nicolás III temeroso del poder de Carlos de Anjou en el Mezzogiorno. Juan de Prócida entonces regresó a Barcelona, habiendo enlazado el oro bizantino y genovés con las ambiciones aragonesas en Sicilia. 
A través de las acciones diplomáticas secretas de Juan se sentaron las bases para las Vísperas Sicilianas de 1282 que destruyeron la flota angevina (que se planteaba capturar Constantinopla) anclada en Mesina. Ello garantizó la seguridad de Constantinopla y la capacidad de Pedro III para tomar Sicilia.
El 2 de febrero de 1283, Pedro, que había invadido Sicilia en el revuelta del año anterior,  nombró a Juan Gran Canciller. Fue puesto a cargo de la isla cuando Pedro marchó a Francia a desafiar a Carlos de Anjou. A pesar de la edad, continuó su actividad diplomática con numerosas cortes europeas, muriendo durante un viaje en Roma a los ochenta y ocho años, en 1298. 
El legado de Juan de Prócida es polémico. Lu rebellamentu di Sichilia, una obra en siciliano le aplaude. Es más a menudo descrito, especialmente por sus enemigos guelfos, como cospiratore contro l'autorità costituita, "conspirator contra la autoridad constituida". Son ejemplos de esta visión el toscano Liber Jani de Procida et Palialoco, que narra las negociaciones con Miguel VIII, y el Leggenda di Messer Gianni di Procida, escrito por un guelfo modenés. Su reputación ha experimentado una cierta rehabilitación y en la Edad Moderna ha sido considerado uno de los primeros políticos y diplomáticos en la acepción actual de la palabra. 

## Matrimonios y descendencia
Se sabe que estuvo casado una primera vez con una mujer de nombre desconocido aunque tras la derrota de las fuerzas de Conradino en la batalla de Tagliacozzo, la mujer y su hija desaparecen de las fuentes junto con el hijo que fue asesinado. De este matrimonio también tuvo a sus sucesores:
- Tomás de Prócida
- Francisco de Prócida (?- ca.1398), quien heredó sus posesiones valencianas y que amplió el patrimonio considerablemente tras la compra en el 1292 de la villa de Almenara.[7]

Más adelante se casó con Landolfina di Fasanella, de quien tuvo a: 
- Beatriz de Prócida, casada en Viterbo en 1267 con Berardello Caracciolo, nieto de Gregorio Caracciolo
- Pedro de Prócida

También tuvo un hijo ilegítimo llamado Tomás de Prócida.